# Palmové víno

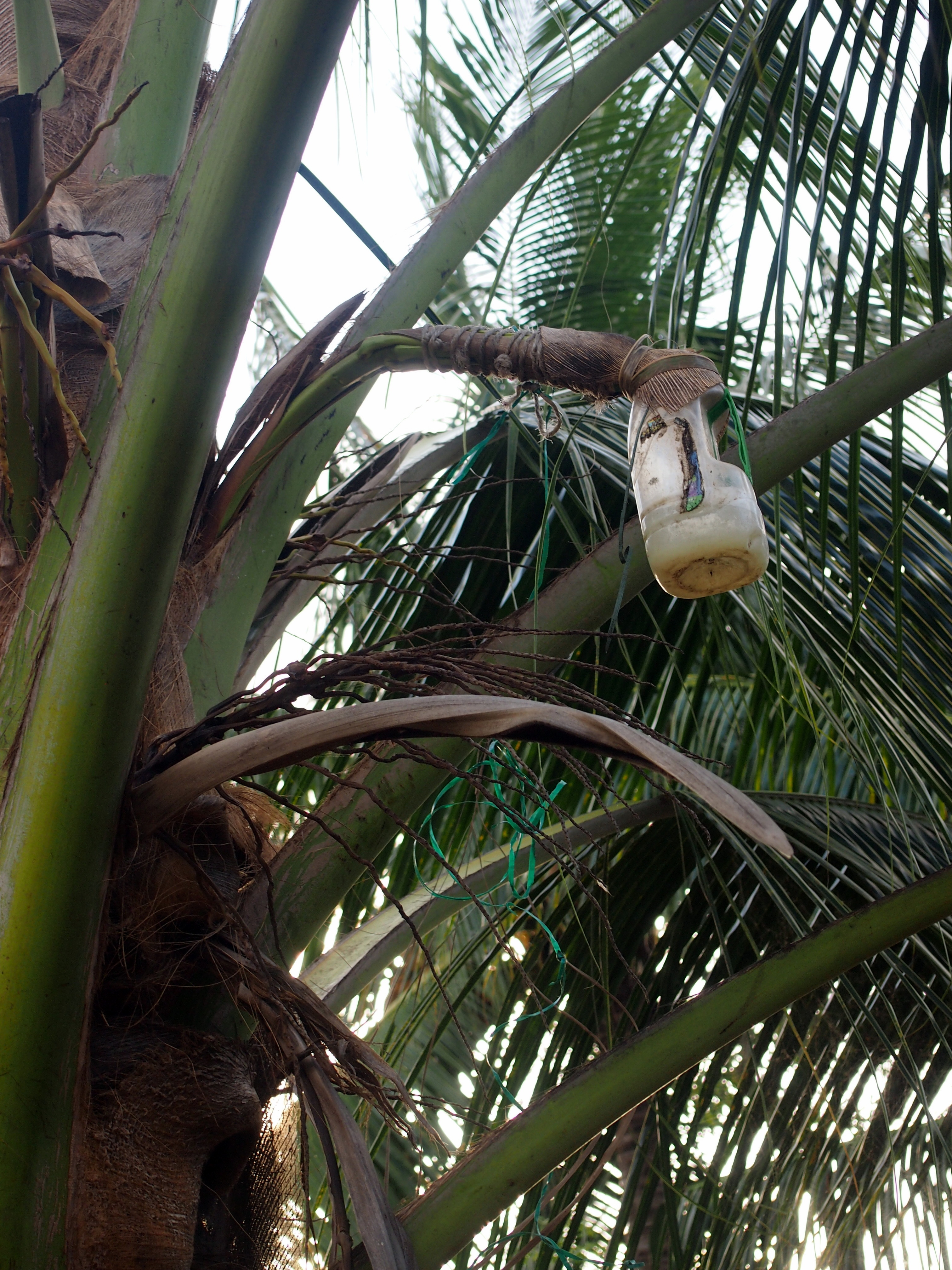
Sběr palmového vína v Keni

Palmové víno je mírně alkoholický nápoj, rozšířený v tropických oblastech Afriky, Asie a Ameriky. Má řadu místních názvů, jako je toddy (Indie), tuak (Indonésie), lagmi (arabské země), tuba (Mexiko), oguro nebo nsafufuo (západní Afrika).

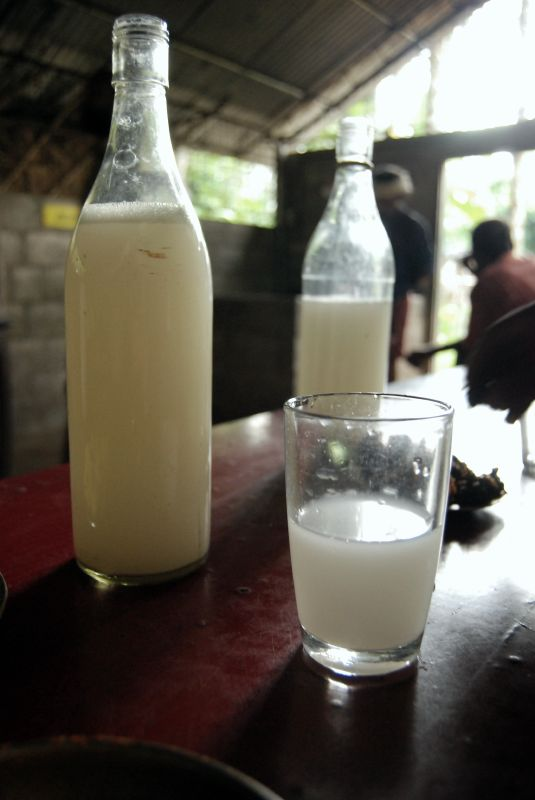
Palmové víno

Víno se vyrábí z nektaru palmových stromů, jako je kokosovník ořechoplodý, rafie vínodárná, lontar vějířovitý, datlovník pravý, Jubaea chilensis nebo moukeň ztepilá. Pro jeho přípravu je nutné vyšplhat do koruny, naříznout květenství a umístit pod něj nádobu (kalabasu nebo čím dál častěji PET láhev), v níž se zachycuje vytékající sladká tekutina. Ta se dá zchladit a pít čirá jako osvěžující nealkoholický nápoj, ale zpravidla se nechává v horkém vzduchu dvanáct až čtyřiadvacet hodin zkvasit. Vznikne mléčně zakalený hustý nápoj připomínající burčák, obsahující tři až čtyři procenta etanolu. Jeho chuť je sladkokyselá s mírně dřevitými podtóny. Palmové víno doprovází v zemích svého původu různé společenské slavnosti, prodává se také u pouličních stánkařů. Tradiční africká medicína mu připisuje díky obsahu aminokyselin, vitamínů, hořčíku nebo zinku blahodárné zdravotní účinky. Z palmového vína se také destilací získávají pálenky, jako je arak nebo goánský národní nápoj feni, kde se do kvasu přidávají kešu oříšky.    
Zkvašenou palmovou mízu s oblibou olizuje také tana péroocasá, drobný savec obývající pralesy jihovýchodní Asie. Bylo pozorováno, že tento živočich dokáže snést takovou koncentraci alkoholu v krvi, která by pro člověka byla smrtelná.
Nápoj hraje významnou roli v próze Amose Tutuoly Piják palmového vína. V západní Africe existuje populární hudební žánr palm-wine music, pojmenovaný podle toho, že jeho produkce jsou zpravidla spojeny s hojnou konzumací palmového vína. Nápoj se rovněž používá jako obětina při náboženských obřadech.